# 徐徐
徐徐（1918年—1986年），原名徐宾尧，男，江苏江阴人，中国电影音乐家、音乐评论家，曾任中国电影音乐学会副会长，中国电影家协会理事。